# Komplexbebauung
Komplexbebauung ist ein spezifischer, großmaßstäblicher Stadtbaustein, der durch ein hohes Maß an Verdichtung geprägt ist und sich durch Maßstab, Oberfläche und Struktur klar von der umgebenden Stadtstruktur absetzt.

## Geschichte
Komplexbebauungstypen entstanden in Westeuropa in den 1960er Jahren unter dem Einfluss der Parole „Urbanität durch Dichte“, die als Antwort auf die Kritik an den Großwohnsiedlungen der 1950er Jahre geprägt wurde. Im Gegensatz zum städtebaulichen Leitbild der gegliederten und aufgelockerten Stadt (Charta von Athen (CIAM)), die in der Nachkriegszeit Großwohnsiedlungen in Deutschland, Grands Ensembles in Frankreich oder New Towns in Großbritannien hervorbrachte, führte das Streben nach Verdichtung im Städtebau spätestens in den 1970er Jahren zu komplexeren Gebäudestrukturen. Schlagworte der Planungen von Komplexbebauungen waren neben Verdichtung auch Mischung, Flexibilität und Mehrzwecknutzung.

## Definition
Eine Definition des Begriffs Komplexbebauung zeigt der Architekt Hanns Adrian in einem Artikel in der Zeitschrift „Stadtbauwelt“ von 1973 auf.
- Sie unterscheidet sich in Größe und Investitionsumfang deutlich vom Bisherigen;
- sie vereint vielerlei Nutzungen;
- sie wird durch horizontale und vertikale öffentliche und halböffentliche Verkehrswege erschlossen;
- sie enthält Gemeinschaftsanlagen,
- sie ordnet verschiedene Einrichtungen – öffentliche und private Bereiche – bewußt [sic!] einander dreidimensional zu;
- sie ist in sich umbaubar;
- sie bildet in sich Innen- und Außenräume;
- sie lässt sich zu weitläufigen Stadtstrukturen zusammenfügen;
- sie wird einheitlich betrieben;
- zu ihrem Betrieb werden alle heute bekannten technischen Möglichkeiten genutzt.[1]

## Differenzierungen
Die Entwicklung der Komplexbebauung wurde von unterschiedlichen Einflussfaktoren geprägt und führt zu unterschiedlichen Ausformulierungen dieses Gebäudetyps.
- Die Komplexbebauung als Stadtzentrum der New Towns der 1950er und 1960er Jahre in Großbritannien (Schwerpunkt im administrativen und ökonomischen Bereich, z. B. Cumbernauld Town Center)
- die Komplexbebauung als städtebauliche Antwort auf konkrete Planungsaufgaben (z. B. Olympisches Dorf für Olympische Sommerspiele 1972 in München, Habitat 67 für die Expo 1967 in Montreal)
- die Komplexbebauung als Teil einer übergeordneten Stadtplanung mit unterschiedlichen Verdichtungszentren (z. B. das Ihmezentrum im Gesamtkonzept der Stadt Hannover, Umbau des Stadtzentrums Ivry-sur-Seine, Paris)
- die Komplexbebauung als Großstruktur von Bürozentren der 1970er Jahre (z. B. Bürostadt City Nord, Hamburg)
- die Komplexbebauung als großmaßstäbliche Einkaufszentren (z. B. Zentrum der Nordweststadt).[2]

Eine spezifische Ausformulierung der Komplexbebauung ist der Großwohnkomplex, der die städtischen Funktionen von Wohnen, Verkehr, Arbeiten, Einkaufen und Freizeit innerhalb einer Großstruktur verbindet, wobei der Schwerpunkt auf der Wohnnutzung liegt.